# Black Robe
Black Robe is een Amerikaanse speelfilm uit 1991, geregisseerd door Bruce Beresford. De film is gebaseerd op de roman Black Robe (1985) van Brian Moore.

## Plot
De film vertelt het verhaal over priester LaForgue die wordt vergezeld door de jonge Daniel. Zij reizen samen met Algonquin-indianen in de wildernis bij de Canadese stad Quebec. Voor LaForgue is het een spirituele reis, maar Daniel raakt verliefd op de dochter van het indiaanse stamhoofd. De reis die stroomopwaarts leidt, brengt de nodige dramatische gebeurtenissen met zich mee.

## Rolverdeling
| Acteur                         | Personage              |
| ------------------------------ | ---------------------- |
| Lothaire Bluteau               | priester Paul LaForgue |
| Aden Young                     | Daniel Davost          |
| Sandrine Holt                  | Annuka                 |
| August Schellenberg as Chomina |                        |
| Tantoo Cardinal                | Chomina's vrouw        |
| Billy Two Rivers               | Ougebmat               |
| Yvan Labelle as Mestigoit      |                        |
| Raoul Trujillo                 | Kiotseaton             |
| Gordon Tootoosis               | oude Aneons            |

## Prijzen en onderscheidingen
- Golden Reel Award (1992)
- Genie Award voor Beste Film